# Alfred Matthew Hubbard
Alfred Matthew Hubbard, também conhecido como Al Hubbard (1901 - 1982) foi um dos primeiros defensores da droga LSD durante os anos 1950.